# Жульєтт Бонер
Жульєтт Пейроль Бонер (1830—1891) — французька художниця. Відома своїми зображеннями тварин. Сестра Рози Бонер (1822—1899), Оґюста Бонера (1824—1884) та Ісидора Бонера (1827—1901).

## Життєпис

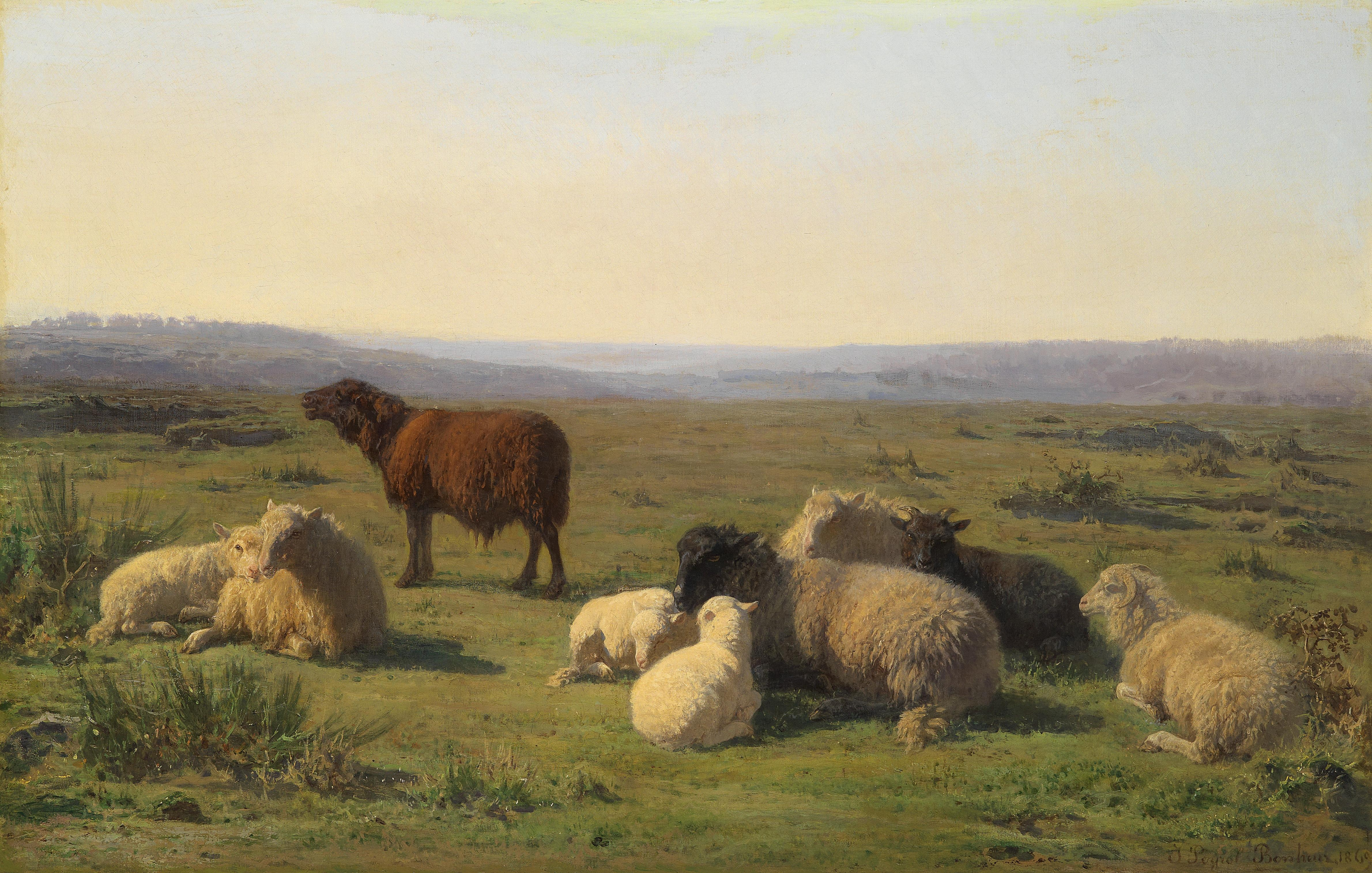
Жульєтт Пейроль Бонер. Вівці, що відпочивають на лузі, 1869

Пейроль Бонер народилася в Парижі 1830 року. Вчилася малюванню, як і її старша сестра Роза, у батька. Її матір'ю була Софі Бонер (уроджена Маркіс), викладачка фортепіано; вона померла, коли Пейроль Бонер була дитиною. Її батьком був пейзажист та портретист Оскар-Раймон Бонер, який заохочував художні таланти дочки.
Вона виставляла свої картини в паризькому салоні від 1852 до 1889 року.
Померла в Парижі 1891 року.
Роботи Пейроль Бонер виставляли в Палаці мистецтв на Всесвітній виставці 1893 року в Чикаго, штат Іллінойс.

## Родина
Вийшла заміж за Іполита Пейроля, власника бронзоливарного заводу.